# Van Goghov muzej
Van Goghov muzej (niz.: Van Gogh Museum) je nizozemski umjetnički muzej posvećen radovima Vincenta van Gogha i njegovih suvremenika u Amsterdamu. Nalazi se na Trgu muzeja (Museumplein), u južnoj četvrti Amsterdama, u blizini muzeja Stedelijk, Rijksmuseum i Concertgebouw. Muzej je otvoren 2. lipnja 1973. god., a njegove su zgrade dizajnirali arhitekti Gerrit Rietveld i Kisho Kurokawa.
Muzej sadrži najveću zbirku Van Goghovih slika i crteža na svijetu, te je 2017. god. imao 2,3 milijuna posjetitelja i bio je najposjećeniji muzej u Nizozemskoj i 23. najposjećeniji muzej umjetnosti na svijetu. God. 2019. Van Goghov muzej pokrenuo je „Meet Vincent Van Gogh Experience”, tehnološku „interaktivnu izložbu” o Van Goghovom životu i djelu, koja je obišla svijet.

## Povijest
Nakon Van Gogove smrti 1890. god., u 37. godini života, za umjetnikom je ostalo veliko nasljeđe od oko 900 slika i oko 1100 crteža. Neka djela su prodana, neka poklonjena prijateljima, a preostala djela naslijedio je umjetnikov mlađi brat, trgovac umjetninama, Theo van Gogh. Theo je pored bratovljevih djela sakupljao i djela njegovih suvremenika, među kojima su umjetnici: Paul Gauguin, Édouard Manet, Claude Monet, Odilon Redon, Georges Seurat, Paul Signac i Henri de Toulouse-Lautrec. Nedugo nakon Vincentove smrti umro je i Theo, stoga je nasljedstvo prešlo u ruke njegove udovice Johanna van Gogh-Bonger. Johana je organizovala izložbe Van Goghovih djela i tako doprinijela upoznavanju publike s umjetnikom i njegovim djelima. Prva velika izložba organizirana je 1905. godine u amsterdamskom muzeju Stedelijk, dok je Rijksmuseum odbio da prihvati Vincentova djela na posudbu. Johanna je također promovirala izdavanje Vincentovih pisma Theu na nekoliko jezika. Nakon smrti Johanna van Gogh-Bonger, njezin sin Vincent Willem van Gogh, nasljedio je kolekciju 1925. god. Kolekcija je bila na raspolaganju nekolicini muzeja, a slike iz kolekcije su konstantno izlagane u muzeju Stedelijk, sve do trenutka kada je Muzej Van Gogha po prvi put otvorio svoja vrata 1973. godine
Muzej čine dvije zgrade. Originalna konstrukcija je djelo nizozemskog arhitekte Gerrita Rietvelda (1888. – 1964), ali nakon njegove smrti zgrada muzeja nije bila završena sve do 1973. godine. Drugu zgradu, trokatnicu za izložbe u obliku elipse, 1999. godine izradio je japanski arhitekt Kisho Kurokawa. Obje zgrade su povezane podzemnim hodnikom.

## Kolekcija
Muzej raspolaže s oko 200 Van Goghovih slika iz svih njegovih faza stvaralaštva, kao i s oko 400 crteža i 700 pisama. Među najznačajnijim izloženim djelima su slike: Jedači krumpira, Spavaća soba u Arlesu i jedna verzija Suncokreta.
Muzej također sadrži zapažene umjetničke radove Van Goghovih suvremenika iz impresionizma i postimpresionizma, te brojne različite predmete povijesti umjetnosti 19. stoljeća.
U muzeju su skulpture umjetnika kao što su: Auguste Rodin i Jules Dalou, te slike slikara kao što su: John Russell, Émile Bernard, Maurice Denis, Kees van Dongen, Paul Gauguin, Édouard Manet, Claude Monet, Odilon Redon, Georges Seurat, Paul Signac i Henri de Toulouse-Lautrec.
Popis odabranih djela Van Gogha u kolekciji muzeja: 
- Kostur sa zapaljenom cigaretom, 1885.
- Autoportret, 1886.
- Jedači krumpira, 1885.
- Spavaća soba u Arlesu, 1888.
- Žuta kuća, 1888.
- Autoportret iz 1887.
- Suncokreti, 1889.
- Polje žita s vranama, 1890.
- Badem u cvatu, 1890.

## Vanjske poveznice
|  | Zajednički poslužitelj ima još gradiva o temi Van Goghov muzej |

- Službene stranice Muzeja (engl.)
- Meet Vincent Van Gogh Experience  Arhivirana inačica izvorne stranice od 22. siječnja 2022. (Wayback Machine) (engl.)
- Turističke infromacije na ticmate.com.hr

52°21′30″N 04°52′52″E / 52.35833°N 4.88111°E